# Christian Philipp Herwig
Christian Philipp Herwig (* 1738 in Waldenburg; † 9. Februar 1781 ebenda) war ein deutscher Mediziner, Physicus in Waldenburg und Rat des Fürsten von Hohenlohe-Waldenburg-Schillingsfürst.

## Leben
Christian Philipp Herwig studierte bei Heinrich Friedrich Delius an der Universität in Erlangen Medizin und wurde nach seiner Promotion Arzt in Waldenburg. Später wirkte er als Stadt- und Oberamtsphysikus in Waldenburg sowie als Rat des Fürsten von Hohenlohe-Waldenburg-Schillingsfürst, Karl Albrecht I. zu Hohenlohe-Waldenburg-Schillingsfürst (1719–1793).
Am 6. Februar 1769 wurde Christian Philipp Herwig mit dem akademischen Beinamen Hicesius III. unter der Matrikel-Nr. 713 zum Mitglied der Gelehrtenakademie Leopoldina gewählt.

## Schriften
- Dissertatio inauguralis medica de malis ex medico nimis cunctatore oriundis. Erlangen 1760 Digitalisat
- Selectus medicamentorum rationalis tam simplicium, quam compositorum. Jena 1771 Digitalisat
- Wahre Beschreibung zweyer aneinander gewachsener Kinder, die zu Anfang dieses Jahrs in dem Hochfürstlich Hohenlohe und Waldenburg-Schillingsfürstischen Marktflecken Kupferzell lebendig gebohren und nach ihrem Tode zergliedert worden von D. Christ. Phil. Herwig, Hochfürstl. Hohenlohe und Waldenburg-Schillingsfürstischen Rath und Physikus, der Röm. Kaiserl. Akademie der Naturforscher Mitglied, als eine Wiederlegung der Mayerischen Geburth zweyer an den Bäuchen zusammen gewachsener Kinder. Frankfurt und Leipzig 1772 Digitalisat